# داگی پوینتر
داگی پوینتر (انگلیسی: Dougie Poynter؛ زادهٔ ۳۰ نوامبر ۱۹۸۷) موسیقی‌دان، خواننده، گیتارنواز، ترانه‌نویس، و مدل (شخص) اهل بریتانیا است. وی از سال ۲۰۰۳ میلادی تاکنون مشغول فعالیت بوده‌است.
از فیلم‌ها یا برنامه‌های تلویزیونی که وی در آن نقش داشته‌است می‌توان به فقط شانس من اشاره کرد.